# 건흥 (발해)
건흥(建興)은 발해 선왕의 연호이다. 819년에서 830년까지 사용되었다.

## 연대대조표
| 건흥                | 원년       | 2년        | 3년        | 4년        | 5년        | 6년        | 7년        | 8년        | 9년        | 10년       |
| 서력                | 819년      | 820년      | 821년      | 822년      | 823년      | 824년      | 825년      | 826년      | 827년      | 828년      |
| 육십간지 (六十干支) | 기해(己亥) | 경자(庚子) | 신축(辛丑) | 임인(壬寅) | 계묘(癸卯) | 갑진(甲辰) | 을사(乙巳) | 병오(丙午) | 정미(丁未) | 무신(戊申) |
| 건흥                | 11년       | 12년       |            |            |            |            |            |            |            |            |
| 서력                | 829년      | 830년      |            |            |            |            |            |            |            |            |
| 육십간지 (六十干支) | 기유(己酉) | 경술(庚戌) |            |            |            |            |            |            |            |            |

## 같이 보기
- 한국의 연호

| 이전연호: | 다음연호: |
| --------- | --------- |
| 태시      | 함화      |